# Paio Mendes (Ferreira do Zêzere)
Paio Mendes é uma localidade portuguesa do Município de Ferreira do Zêzere que foi sede da extinta Freguesia de Paio Mendes, freguesia que tinha 8,58 km² de área e 495 habitantes (2011), e, por isso, uma densidade populacional de 57,7 hab/km². 
A Freguesia de Paio Mendes foi extinta em 2013, no âmbito de uma reforma administrativa nacional, para, em conjunto com a Freguesia de Dornes formar uma nova freguesia denominada Freguesia de Nossa Senhora do Pranto com a sede em Frazoeira.
Antigamente chamada São Vicente de Paio Mendes, pertenceu ao concelho de Dornes até à extinção deste, em 6 de novembro de 1836, passando a integrar o concelho (atual município) de Ferreira do Zêzere.

## População
| População da freguesia de Paio Mendes | População da freguesia de Paio Mendes | População da freguesia de Paio Mendes | População da freguesia de Paio Mendes | População da freguesia de Paio Mendes | População da freguesia de Paio Mendes | População da freguesia de Paio Mendes | População da freguesia de Paio Mendes | População da freguesia de Paio Mendes | População da freguesia de Paio Mendes | População da freguesia de Paio Mendes | População da freguesia de Paio Mendes | População da freguesia de Paio Mendes | População da freguesia de Paio Mendes | População da freguesia de Paio Mendes |
| ------------------------------------- | ------------------------------------- | ------------------------------------- | ------------------------------------- | ------------------------------------- | ------------------------------------- | ------------------------------------- | ------------------------------------- | ------------------------------------- | ------------------------------------- | ------------------------------------- | ------------------------------------- | ------------------------------------- | ------------------------------------- | ------------------------------------- |
| 1864                                  | 1878                                  | 1890                                  | 1900                                  | 1911                                  | 1920                                  | 1930                                  | 1940                                  | 1950                                  | 1960                                  | 1970                                  | 1981                                  | 1991                                  | 2001                                  | 2011                                  |
| 670                                   | 759                                   | 779                                   | 852                                   | 893                                   | 834                                   | 875                                   | 913                                   | 1 029                                 | 919                                   | 729                                   | 659                                   | 564                                   | 547                                   | 495                                   |

| Distribuição da População por Grupos Etários | Distribuição da População por Grupos Etários | Distribuição da População por Grupos Etários | Distribuição da População por Grupos Etários | Distribuição da População por Grupos Etários | Distribuição da População por Grupos Etários | Distribuição da População por Grupos Etários | Distribuição da População por Grupos Etários | Distribuição da População por Grupos Etários | Distribuição da População por Grupos Etários |
| -------------------------------------------- | -------------------------------------------- | -------------------------------------------- | -------------------------------------------- | -------------------------------------------- | -------------------------------------------- | -------------------------------------------- | -------------------------------------------- | -------------------------------------------- | -------------------------------------------- |
| Ano                                          | 0-14 Anos                                    | 15-24 Anos                                   | 25-64 Anos                                   | > 65 Anos                                    |                                              | 0-14 Anos                                    | 15-24 Anos                                   | 25-64 Anos                                   | > 65 Anos                                    |
| 2001                                         | 86                                           | 69                                           | 271                                          | 121                                          |                                              | 15,7%                                        | 12,6%                                        | 49,5%                                        | 22,1%                                        |
| 2011                                         | 77                                           | 46                                           | 259                                          | 113                                          |                                              | 15,6%                                        | 9,3%                                         | 52,3%                                        | 22,8%                                        |

Média do País no censo de 2001:  0/14 Anos-16,0%; 15/24 Anos-14,3%; 25/64 Anos-53,4%; 65 e mais Anos-16,4%
Média do País no censo de 2011:   0/14 Anos-14,9%; 15/24 Anos-10,9%; 25/64 Anos-55,2%; 65 e mais Anos-19,0%